# New age (The Velvet Underground)
New age is het vijfde nummer van het album Loaded van The Velvet Underground uit 1970. Het nummer verscheen ook op het in 1974 uitgebrachte livealbum 1969: The Velvet Underground live, waar de tekst van New age op een significante wijze verschilt van de uiteindelijke versie op Loaded.
New age wordt gezongen door Lou Reed en Doug Yule en kan worden gezien als een sarcastische hommage aan actrice Kim Novak.
De in 1997 uitgebrachte Fully Loaded-uitgave van het album Loaded bevat een alternatieve versie van New age.

## Covers
- Tori Amos' coveralbum Strange Little Girls uit 2001 bevat een cover van het nummer, waarin ze de originele teksten zingt.